# 21502 Cruz
21502 Cruz (1998 KB9) là một tiểu hành tinh vành đai chính được Dự án nghiên cứu tiểu hành tinh gần Trái Đất Lowell ở Trạm Anderson Mesa phát hiện ngày 24 tháng 5 năm 1998. Nó được đặt theo tên người đứng đầu đài thiên văn Arebico, Jose Cruz.